# ONE on Prime Video 4
ONE on Prime Video 4: Abbasov vs. Lee (también conocido como ONE Fight Night 4) fue un evento de deportes de combate producido por ONE Championship y llevado a cabo el 19 de noviembre de 2022 en el Estadio Cubierto de Singapur en Kallang, Singapur.

## Historia
Una pelea por el Campeonato Mundial de Peso Wélter de ONE entre el ex-campeón Kiamrian Abbasov y el actual Campeón Mundial de Peso Ligero de ONE Christian Lee (además de Campeón del Grand Prix de Peso Ligero de ONE de 2019) encabezó el evento. Durante el pesaje, Abbasov dio 186.25 libras, 1.25 libras sobre el límite de peso wélter, por lo que fue despojado de su título, y la pelea continuó en un peso pactado en el que sólo Lee podía ganar el título.
Una pelea por el Campeonato Mundial de Muay Thai de Peso Mosca de ONE entre el actual campeón Rodtang Jitmuangnon y el actual Campeón Mundial de Peso Paja de ONE Joseph Lasiri se llevó a cabo en el evento.
Una pelea de peso átomo femenino de submission grappling entre la cinturón negro de jiu-jitsu brasileño Danielle Kelly y la múltiples veces campeona mundial de Sambo Mariia Molchanova se llevó a cabo en el evento.
Durante el pesaje, Bibiano Fernandes, Stephen Loman y Jonathan Haggerty fallaron el test de hidratación y fueron obligados a tomar peso pactados. Fernandes pesó 151 libas, 6.5 libras sobre el límite, Loman pesó 153.25 libras, 8.25 libras sobre el límite, y Haggerty pesó 148 libras, 3 libras sobre el límite. La pelea procedió en un peso pactado con Haggerty siendo multado con el 20% de su bolsa, que irá a su oponente Vladimir Kuzmin. Para la pelea entre Fernandes y Loman, ambos aceptaron la pelea en un peso pactado de 153.25 libras.

## Resultados
1. ↑  Por el Campeonato Mundial Vacante de Peso Wélter de ONE (ya que Abbasov no dio el peso, sólo Lee era elegible para ganar el título).
2. ↑  Por el Campeonato Mundial de Muay Thai de Peso Mosca de ONE.
3. ↑  Ninguno de los dos dio el peso y acordaron un peso pactado en 153.25 lbs.
4. ↑  Haggerty no dio el peso (148 lbs).

## Bonificaciones
Los siguientes peleadores recibieron bonos de $50.000.
- Actuación de la Noche: Christian Lee, Cosmo Alexandre y Danielle Kelly